# Graham Easter
Graham Easter (sinh ngày 26 tháng 9 năm 1969) là một cựu cầu thủ bóng đá người Anh thi đấu ở vị trí tiền vệ chạy cánh.

## Sự nghiệp
Easter thi đấu ở Anh cho Huddersfield Town, Crewe Alexandra, Preston North End và Northwich Victoria, và ở Đan Mạch cho Viborg FF. Ông trở thành trợ lý huấn luyện viên của FC Svendborg năm 2009.